# Храм Успения Пресвятой Богородицы (Симбирск)
Церковь Успения Пресвятой Богородицы (Успенская единоверческая церковь) — утраченная православная церковь (единоверческая) Симбирской епархии в городе Ульяновске. Построена в 1868 году. Разрушена коммунистами в 1930 году.

## История
Изначально деревянная Успенская церковь была построена в 1648—1654 гг. игуменом Макарием в Успенском монастыре. В 1670 году, во время битвы под Симбирском с войском Степана Разина, она сгорела. На её месте в 1671 году была построена каменная церковь с приделом во имя Святителя и Чудотворца Николая. После закрытия монастыря в 1724 году, церковь была обращена в самостоятельную приходскую, а в 1826 году, по указу Казанской духовной консистории от 28 января за № 4115, из-за малолюдства и бедности прихожан Успенской церкви, штат её был закрыт, а прихожане и церковь были приписаны к Петропавловской церкви. 
31 октября 1854 года епископ Феодотий (Озеров) передал храм единоверцам. При Успенской церкви были восстановлены причт и приход, богослужения единоверцев совершались в ней до 1863—1865 гг. Но расположение храма под горой оказалось неудобным для прихожан и они просили Преосвященного Евгения (Сахаров-Платонов), Епископа Симбирского, дозволить им перенести каменную Успенскую церковь в нагорную часть города в среду единоверцев. Разрешение епископа и Св. Синода было дано. Глава симбирских староверов купец Ф. В. Красников пожертвовал землю на Казанском выезде (ныне ул. Гагарина) под храм и погост, а также материалы и деньги. В 1865 году «Губернские ведомости» сообщали, что на Казанском выезде «уже начались приуготовительные работы».
В 1866 году храм единоверцам был разобран и в 1867 году, по проекту Белоусова Александра Анимимовича, построен ими на новом месте, в северной части города, на Ново-Казанской улице (ныне ул. Гагарина, д. 15). В храме было три престола: главный (холодный) в честь Успения Божьей Матери и в трапезных приделах (тёплый): в правом — в честь Покрова Пресвятой Богородицы и в левом — во имя Святителя и Чудотворца Николая. Храм был обнесён деревянной, на каменном фундаменте, оградой. Причт состоял из священника и псаломщика. Церковь была закрыта в 1929 году, а в 1930 году была разрушена .

## Описание
Успенская единоверческая церковь с 1867 года располагалась на углу Ново-Казанской улицы (ныне Гагарина) и Миллионной улицы (ныне утрачена). С западной стороны размещалась колокольня, затем трапезная и храм в виде восьмерика на четверике. «Построена наподобие корабля, в византийском стиле; снаружи и изнутри оштукатурена, покрыта листовым железом, окрашена медянкою. Длина и ширина холодной церкви — четыре сажени, длина тёплой — три сажени и полтора аршина, ширина — 3 сажени, 2 аршина, 14 вершков. Вся церковь кругом обнесена оградою; прежде был деревянный забор. Посреди ограды ворота, а на одном углу — часовня». Алтарь в холодной церкви был длиной семь аршин, шириной 10 аршин и 15 вершков. В плане алтарь круглый. В святом алтаре установлены были четыре иконостаса, окрашенные кармином и местами позолоченные. В двух приделах к трапезной размещались алтари одинаковые по длине и ширине (5 аршин).

## Духовенство
- Первый священник Савва Андреевич Банцеков[7]

## Святыни
- Благословенная грамота преосвященного Феодотия, Епископа Симбирского[7]
- Чудотворная икона Святителя и чудотворца Николая Мирликийского[8][5]
- В Успенской церкви хранились уникальные предметы церковной старины: антиминсы XV-XVI веков, Евангелия, Псалтырь XVI века[5]